# Dolenja Pirošica
Dolenja Pirošica je naselje u Općini Brežice u istočnoj Sloveniji. Dolenja Pirošica se nalazi u pokrajini Dolenjskoj i statističkoj regiji Donjoposavskoj. 

## Stanovništvo
Prema popisu stanovništva iz 2002. godine Dolenja Pirošica je imala 74 stanovnika.

### Etnički sastav
1991. godina:
- Slovenci: 70 (78,7%)
- Hrvati: 5 (5,6%)
- nepoznato: 14 (15,7%)

## Vanjske poveznice
- Satelitska snimka naselja  Arhivirana inačica izvorne stranice od 29. srpnja 2017. (Wayback Machine)